# Michael Unterguggenberger
Michael Unterguggenberger né le 15 août 1884 à Hopfgarten im Brixental et mort le 19 décembre 1936 à Wörgl fut le bourgmestre de 1931 à 1934 de la commune autrichienne de Wörgl dans le Tyrol.

## Biographie
Issu d'une famille de paysans, ancien employé de chemin de fer, Unterguggenberger est élu bourgmestre de Wörgl en décembre 1931. Le chômage ne cessait alors d'augmenter et les impôts ne rentraient pas et comportaient de lourds arriérés, prétéritant les finances de la ville. Le 5 juillet 1932, devant la faillite menaçante, le bourgmestre transforme la monnaie régulière circulant à Wörgl en une monnaie accélérée du type prôné par Silvio Gesell.
En Suisse, le procureur fédéral interdit en 1933 l'entrée dans le pays et la parole à Unterguggenberger qui était invité à tenir des conférences à Zürich, Shaffhouse et en Thurgovie.
Selon le journal Wiener Tag du 20 juin 1933, il fut le président de commune le plus célèbre d'Autriche avec le maire de Vienne de ces années là.

## Idéologie
Social-démocrate, Unterguggenberger rejette le marxisme qu'il qualifie  de « forme particulière de l'esprit juif, tel qu'il fut représenté par Marx, Lassalle et Engels ». Il est un adversaire de la lutte des classes et du système monétaire capitaliste et partisan des théories de Silvio Gesell.

### Filmographie
- La monnaie miraculeuse, film autrichien d'Urs Egger (en) sorti en 2018